# Graziella Berti
Graziella Berti, nata Maria Grazia Mariani (Lucca, 20 aprile 1929 – Pisa, 11 giugno 2013), è stata un'archeologa italiana.

## Biografia
Figura centrale nel settore dell'archeologia medievale italiana e internazionale, Graziella Berti ha legato le sue ricerche alla città di Pisa contribuendo in particolare all'avvio degli studi sulle produzioni ceramiche medievali. Laureata in chimica, ha contribuito con altri studiosi come Tiziano Mannoni anche all'affermazione dei metodi archeometrici negli studi ceramologici, formando diverse generazioni di specialisti. Significativi rimangono i suoi studi sui bacini ceramici invetriati a partire dallo studio, pubblicato con Liana Tongiorgi nel 1981, sulla Maiolica arcaica pisana e sulla Graffita a stecca.

## Pubblicazioni[3]
- Arias C., Berti G., Tongiorgi L. 1975, Caratteristiche tecniche di alcuni tipi di ceramica (XI-XVI secolo). Ingobbiatura e fenomeni di schiarimento negli impasti, in «Atti dell'VIII Convegno Internazionale della Ceramica», 1991, pp. 137-150.

- Berti G. 1977, Pisa. Le "maioliche arcaiche" [Secc. XIII-XV], Firenze.

- Berti G. 1990, Pisa. Le produzioni locali dei secc. XIII-XVII dal Museo Nazionale di S. Matteo, in Bojani G.C. 1990, (a cura di), Ceramica toscana dal Medioevo al 18 sec., Monte San Savino, pp. 220-253.

- Berti G. 1994, Ingobbiate e graffite di area pisana. Fine XVI-XVII secolo, «Atti Convegno Internazionale della Ceramica», XXVII, pp. 355-392.

- Berti G. 1995, Introduzione di nuove tecniche ceramiche nell'Italia centro-settentrionale, in Boldrini E., Francovich R. 1995, (a cura di), Acculturazione e mutamenti. Prospettive nell'archeologia medievale del Mediterraneo, VI Ciclo di Lezioni sulla Ricerca applicata in Archeologia (Certosa di Pontignano, Siena-Museo di Montelupo, Firenze, 1-5 marzo 1993), Firenze, pp. 263-284.

- Berti G. 1995, Ceramiche medievali e rinascimentali, in AA.VV., Museo Archeologico Versiliese “Bruno Antonucci” Pietrasanta, Viareggio, pp. 194-216.

- Berti G. 1996, Il vasellame da mensa a Lucca tra XV e XVI secolo, «Momus», V-VI, pp. 62-82.

- Berti G. 1997, Pisa: ceramiche e commerci (2ªmetà X-1ª metà XIV s.), in Gelichi S. 1997, (a cura di), Atti I Congresso Nazionale di Archeologia Medievale, Firenze, pp. 346-351.

- Berti G. 1997, Pisa. Le "maioliche arcaiche". Secc. XIII-XV. (Museo Nazionale di San Matteo), Appendice di Renzi Rizzo C. "Nomina Vasorum", Firenze.

- Berti G. 2000, L'uso della vetrina piombifera su ceramiche importate e prodotte in centri della Toscana nord-occidentale tra la seconda metà del X ed il XV secolo, in Patitucci Uggeri S. 2000, (a cura di), La ceramica invetriata tardomedievale dell'Italia centro-meridionale, Firenze, pp. 11-26.

- Berti G. 2005, Pisa. Le ceramiche ingobbiate “Graffite a Stecca”. Secc. XV-XVII. (Museo Nazionale di San Matteo, Borgo San Lorenzo (FI).

- Berti G., Bianchi G. 2007, (a cura di), Piombino. La chiesa di Sant'Antimo sopra i canali, Firenze.

- Berti G., Capelli G., Gelichi S. 2006, Trasmissioni tecniche tra xii e xiii secolo nel Mediterraneo: il contributo dell'archeometria nello studio degli ingobbi, in Atti del IV Congresso Nazionale di Archeologia Medievale (Abbazia di San Galgano, Chiusdino - Siena, 26-30 settembre 2006), Firenze

- Berti G., Cappelli L. 1994, Lucca – Ceramiche medievali e post-medievali (Museo Nazionale di Villa Guinigi). I. Dalle ceramiche islamiche alle “maioliche arcaiche”. Secc. XI-XV, Firenze.

- Berti G., Cappelli L., Francovich R. 1986, La maiolica arcaica in Toscana, in La ceramica medievale nel Mediterraneo Occidentale, Atti del 3o Congresso internazionale La ceramica medievale nel Mediterraneo occidentale: Siena, 8-12 ottobre 1984; Faenza, 13 ottobre 1984, Firenze, pp. 483-510.

- Berti G., Gelichi S. 1995, Le “anforette” pisane: note su un contenitore in ceramica tardo-medievale, in «Archeologia Medievale», XXII, p. 191-240.

- Berti G., Gelichi S., Mannoni T. 1995,Trasformazioni tecnologiche nelle prime produzioni italiane con rivestimenti vetrificati (secc. XII-XIII), in VIe Congrès International sur la Céramique Médiéval en Méditerranée, Aix-en-Provence, pp. 383-403.

- Berti G., Gelichi S., Picon M.1995, (a cura di), Le Vert & le Brun de Kairouan à Avignon, céramique du Xe au Xve siècle, Marsiglia.

- Berti G., Giorgio M. 2009, Lucca: la fabbrica di ceramiche di Porta S. Donato (1646-1670), collana “Documentidi Archeologia Postmedievale”, casa editrice All'Insegna del Giglio, Borgo San Lorenzo (FI).

- Berti G., Giorgio M. 2011, Ceramiche con coperture vetrificate usate come “bacini”. Importazioni a Pisa e in altri centri della Toscana tra fine X e XIII secolo, casa editrice All'Insegna del Giglio, Firenze (libro e cd).

- Berti G., Mannoni T. 1999, Rivestimenti vetrosi e argillosi su ceramiche medievali e risultati emersi da ricerche archeologiche e analisi chimiche e mineralogiche, in Mannoni T., Molinari M. 1990, (a cura di), Scienze in archeologia, II Ciclo di Lezioni sulla Ricerca Applicata in Archeologia (Certosa di Pontignano, Siena, 7-19 novembre 1988, Firenze.

- Berti G., Menchelli S. 1998, Pisa. Ceramiche da cucina, da dispensa, da trasporto, dei secoli X-XIV, in «Archeologia Medievale», XXV, pp. 307-333.

- Berti G., Renzi Rizzo C. 1997, Ceramiche e ceramisti nella realtà pisana del XIII secolo, «Archeologia Medievale», XXIV, pp. 495-524.

- Berti G., Renzi Rizzo C. 1995, La produzione ceramica a Pisa nel XIII secolo: fonti scritte e fonti archeologiche a confronto, in «Atti Convegno Internazionale della Ceramica», XXVIII, pp. 15-21.

- Berti G., Renzi Rizzo C., Tangheroni M. 2004, Il Mare, la terra, il ferro. Ricerche su Pisa Medievale (secoli VII-XIII), Ospedaletto (PI).

- Berti G., Stiaffini D. 2001, Ceramiche e corredi di comunità monastiche tra ‘500 e ‘700: alcuni casi toscani, « Archeologia Postmedievale», 5, pp. 69-103.

- Berti G., Tongiorgi L. 1975, Les céramiques décoratives surles églises romanes de Corse, in «Cahiers Corsica», nn. 53-54, Bastia.

- Berti G., Tongiorgi L. 1977, Ceramica pisana. Secoli XIII-XV, Pisa.

- Berti G., Tongiorgi L. 1981, I Bacini ceramici medievali delle chiese di Pisa, Roma.

- Berti G., Tongiorgi E. 1985, Ceramiche importate dalla Spagna nell'area pisana dal XII al XV secolo, Firenze.

- BruniS., Abela E., Berti G. 2000, (a cura di), Ricerche di archeologia medievale a Pisa. I. Piazza dei Cavalieri, la campagna di scavo 1993,Firenze.